# Ceratoppia hoeli
Ceratoppia hoeli är en kvalsterart som beskrevs av Thor 1930. Ceratoppia hoeli ingår i släktet Ceratoppia och familjen Ceratoppiidae. Inga underarter finns listade i Catalogue of Life.